# Moussa Diagne
Pour les articles homonymes, voir Diagne.
Cheikh Moussa Diagne, né le 6 mars 1994 à Guédiawaye (Sénégal), est un joueur sénégalais de basket-ball qui joue au poste de pivot.

## Biographie
Moussa Diagne est repéré par l'entraîneur espagnol David Sanz lors d'un campus d'entraînement à Rufisque. Au printemps 2011, Diagne âgé de 17 ans s'installe à Madrid afin de jouer avec le club Baloncesto Torrejón. Il joue des tournois locaux et en quatrième division espagnole.
À la fin de sa formation avec le club de Torrejón, il signe en 2013 avec le club professionnel de la Liga ACB, Baloncesto Fuenlabrada. Lors de sa première saison, il est prêté au Óbila CB qui joue en D2.
Le 21 juillet 2015, Moussa Diagne signe un contrat de trois ans avec le FC Barcelone.
Au début de la saison 2016-2017, Diagne est prêté au Baloncesto Fuenlabrada mais en janvier, le FC Barcelone est touché par de nombreuses blessures et décide de rappeler Diagne dans son effectif. En août 2017, il est prêté à Andorre.
En juillet 2018, Diagne se désengage du contrat qu'il a avec le FC Barcelone et signe officiellement avec le BC Andorre pour deux ans.
Le 2 août 2022, Moussa Diagne rejoint le Lenovo Tenerife à la suite de la relégation du BC Andorre en deuxième division espagnole.
Le 7 juillet 2023, il signe avec UCAM Murcia.

## Palmarès
- Supercoupe d'Espagne en 2015